# Dahlia’s Tear
Dahlia’s Tear ist ein schwedisches Musikprojekt, welches dem Genre Dark Ambient zuzuordnen ist.

## Geschichte

Erstes Bandlogo, verwendet auf dem Debütalbum

Dahlia’s Tear wurde 2005 durch den Schweden mit griechischen Vorfahren Anile Dahl in Stockholm gegründet. Dahlia's Tear hat seit 2005 verschiedene Alben auf verschiedenen Plattenlabels veröffentlicht und das letzte mit dem Titel „Adrift on the Edge of Infinity“ wurde auf Cryo Chamber (USA) veröffentlicht. Obwohl es auf früheren Alben einige Gastmusiker gab, ist Anile Dahl seit 2012 alleiniges Mitglied des Projekts.
Dahlia's Tear verwendet die Tastatur als Hauptinstrument. Es gibt jedoch einige andere Instrumente wie E-Gitarre, Schlagzeug, Bass usw. auf ihren Alben, auch wenn sie begrenzt sind.
Das Debütalbum Harmonious Euphonies Supernatural Traumas Mesmerising Our Existences in Radient Corpuscle Galaxies veröffentlichte Anile Dahl durch das tschechische Label Ravenheart Productions noch im Jahr der Gründung von Dahlia’s Tear, im November 2005. Dieses Album, das einen sehr langen Namen hat, hat in der Underground-Musikszene viel Aufmerksamkeit auf sich gezogen.
My Rotten Spirit of Black wurde als zweites Studioalbum im Jahr 2007 durch Alcor Productions veröffentlicht. Es befasst sich vor allem mit der Thematik des Todes. Nach der Veröffentlichung trennte sich Anile Dahl wieder von Alcor Productions und wechselte zum Augsburger Label Thonar Records.
Das dritte Studioalbum, Under Seven Skies, wurde ein gutes halbes Jahr nach My Rotten Spirit of Black, am 10. Dezember 2007, durch Thonar Records veröffentlicht. Es kam bei der Fachpresse sehr gut an und erhielt durchweg gute Kritiken.
Seit 2018 hat Dahlia's Tear 4 Studioalben auf dem Plattenlabel Cryo Chamber veröffentlicht. Die letzten 4 Alben wurden von Simon Heath (Atrium Carceri) gemastert und alle wurden in Schweden aufgenommen. Das grafische Design aller Alben stammt ebenfalls von Heath.

## Stil
Dahlia’s Tear spielt typischen Dark Ambient, Hauptinstrumente sind neben der Gitarre daher auch Geigen und Synthesizer. Dennoch sind von Album zu Album leichte Unterschiede in Bezug auf die Einflüsse anderer Genres auszumachen, so dass die Musik von Dahlia’s Tear auch teilweise an Experimentalmusik, Industrial und Ethereal erinnert.
Der Autor [imBlutfeuer] äußerte sich bei seiner Kritik zu Under Seven Skies über die Musik wie folgt: „Dark Ambient, aber eben doch ganz anders und einzigartig. Alles wird so harmonisch und abwechslungsreich mit düsteren langsamen Flächen umschmeichelt, dass die Musik eine derartige Tiefe bekommt, wie es selten in diesem Genre erreicht wird.“

## Diskografie
- 2005: Harmonious Euphonies Supernatural Traumas Mesmerising Our Existences in Radient Corpuscle Galaxies (Ravenheart Productions / Tschechien)
- 2007: My Rotten Spirit of Black (Alcor Productions / Schweden)
- 2007: Under Seven Skies (Thonar Records / Deutschland)
- 2012: Dreamsphere (Cold Meat Industry / Schweden)
- 2018: Through the Nightfall Grandeur (Cryo Chamber / Vereinigte Staaten von Amerika)
- 2019: Across the Shifting Abyss (Cryo Chamber Cryo Chamber / Vereinigte Staaten von Amerika)
- 2020: Descendants of the Moon (Cryo Chamber Cryo Chamber / Vereinigte Staaten von Amerika)
- 2021: Adrift on the Edge of Infinity (Cryo Chamber Cryo Chamber / Vereinigte Staaten von Amerika)